# Казахская диаспора

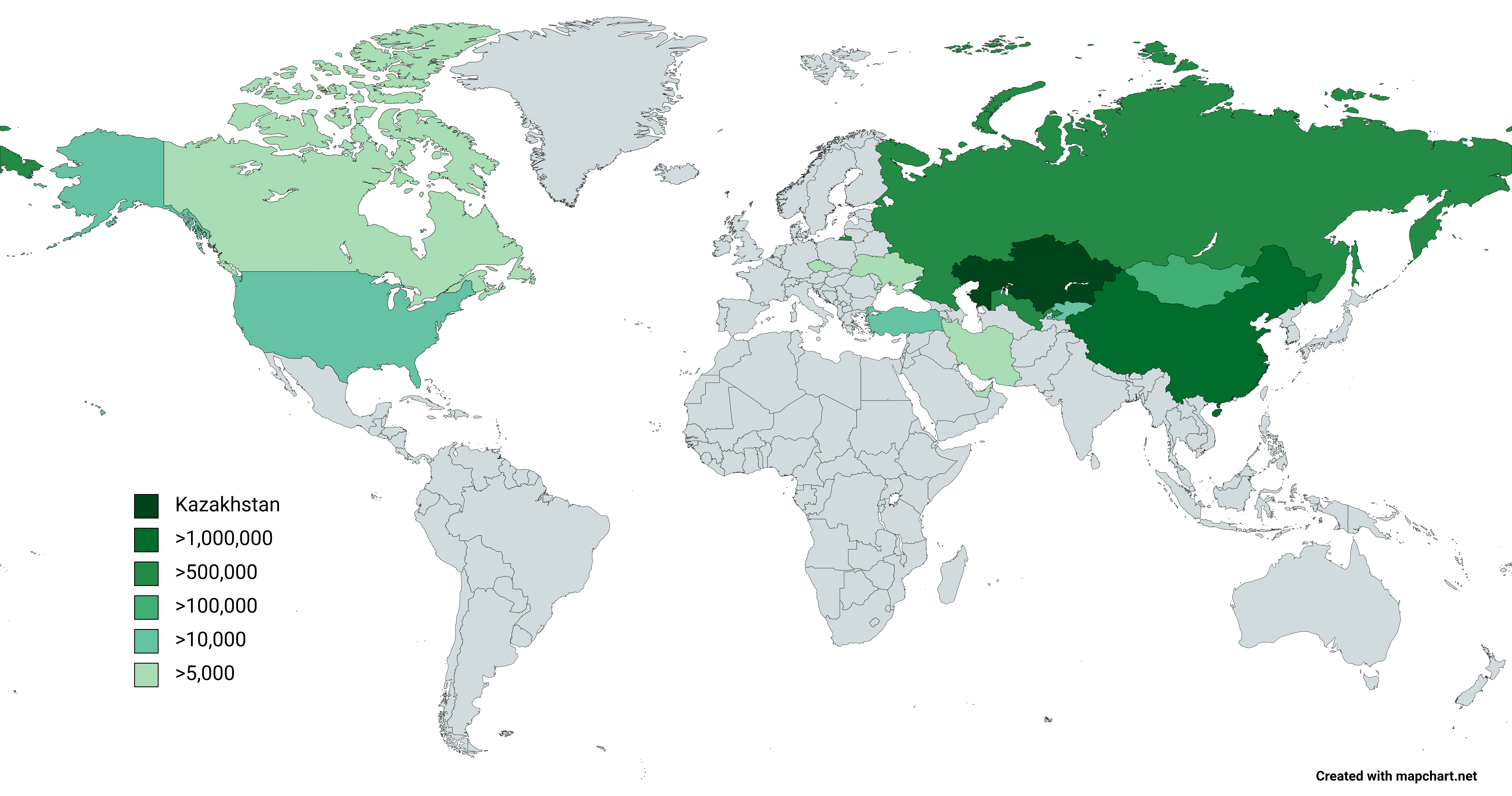
Карта расселения казахов в мире

Общая численность казахов в мире составляет 16 млн человек, между тем, за пределами территории  
Казахстана проживают более 3 млн казахов. по некоторым данным, около 2 миллионов  казахов проживают в 14 государствах бывшего СССР и 25 странах мира. Из них лишь более 500 тысяч представляют собой типичную диаспору, остальные 3,5 миллиона человек являются казахской ирреденцией, то есть проживают на граничащих с Казахстаном землях. К ирреденте относятся казахи, проживающие в граничащих с Казахстаном районах России, аймаке Баян-Улгий и на территории Монгольского Алтая и Хангайских гор в Монголии, казахских автономных уездах Китая, городе Чирчик и Фаришском районе Джизакской области в Узбекистане.

## Истоки возникновения феномена
Выделяются следующие причины волн массовой миграции казахов в XX веке:
1. Политические:
  1. В Российской империи и СССР: поражение национально-освободительного восстания 1916 года в Центральной Азии, события Гражданской войны, голод 1919—1922 и 1932—1933 годов, события Великой Отечественной войны.
  2. В Китае: поражение антисоветски настроенных тюркских вооружённых формирований в Восточном Туркестане в середине 1940-х годов.
2. Экономические: разрушение традиционного кочевого хозяйства после присоединения Казахстана к России и в советский период во время коллективизации, трудовая иммиграция в Западную Европу и США во второй половине XX века.
3. Религиозные: затруднение или полная невозможность выезда в хадж во времена Российской империи и СССР.

Казахская диаспора образовывалась на основе миграций в несколько этапов: сперва из Казахстана в Китай, затем в том числе в государства Средней Азии, Иран и Афганистан, а во второй половине XX века — по всему миру.

## Казахи в КНР
Диаспора в Китае — крупнейшая община казахов, численностью по неофициальным данным в 5 миллионов человек. По данным переписи населения 2010 года, казахи занимают 17-е место по численности среди национальных меньшинств КНР. 95 % представителей диаспоры проживают в Синьцзян-Уйгурском автономном районе, главным образом населяя Или-Казахский автономный округ, Моры-Казахский автономный уезд Чанцзи-Хуэйского автономного округа и Баркёль-Казахский автономный уезд городского округа Хами. Некоторая часть казахов также проживает в Хайси-Монголо-Тибетском автономном округе в провинции Цинхай и Аксай-Казахском автономном уезде городского округа Цзюцюань в провинции Ганьсу.

## Казахи в Монголии
Казахи являются вторым по численности народом Монголии и крупнейшим национальным меньшинством. По данным переписи населения 2015 года, численность казахского населения превышает 100 тысяч чел., что составляет около 5-6% от общего населения страны. В аймаке Баян-Улгий казахи составляют до 93 % от общей численности населения. Существуют также крупные общины в аймаке Ховд и Улан-Баторе.
В то же время именно из Монголии в 1991 году в Казахстан прибыли первые оралманы — этнические казахи, решившие репатриироваться на родину.

## Казахи в Средней Азии
Численность казахов в Узбекистане в 2017 году составила 1,5-2 млн чел. К началу 1990-х годов в Узбекистане проживала вторая по численности в мире (после китайской) казахская община, однако после распада СССР её представители начали массово репатриироваться в Казахстан. Теряют численность и общины в Туркмении и Киргизии.
Казахи Ирана, в отличие от представителей других диаспор, в значительной степени подвергаются ассимиляции персами. Казахская община в Афганистане и вовсе практически прекратила существование после начала Афганской войны 1979—1989 годов.

## Казахи в Турции
Казахская диаспора в Турции была основана казахами Восточного Туркестана, покинувшими Синьцзянский регион после подавления китайскими властями тюркских восстаний. Первоначально антисоветски настроенные казахи переселялись в Индию, Тибет и Пакистан, однако быстро столкнулись с притеснениями со стороны местных властей и враждебным отношением со стороны местного населения. В результате в начале 1950-х годов совет казахских старейшин в индийском Сринагаре принял решение о переселении в Турцию. 17 октября 1951 года в пакистанском Пешаваре начала работу «Восточно-Туркестанская ассоциация казахских беженцев», организовывавшая эмиграцию казахов в Турцию. 13 марта 1952 года Кабинет министров Турции выдал официальное разрешение на переселение нескольких тысяч казахских беженцев.
Первоначально казахские беженцы селились в горных пастбищных районах Малоазиатского нагорья, где занимались скотоводством, а также в городах Салихлы и Девели. В начале 1960-х стали появляться казахские общины в Стамбуле, Измире, Анкаре, Конье и других городах. Благодаря казахам в Турции стали активно развиваться обработка кожи и пошив кожевенных изделий.

## Казахи в Америке и Западной Европе

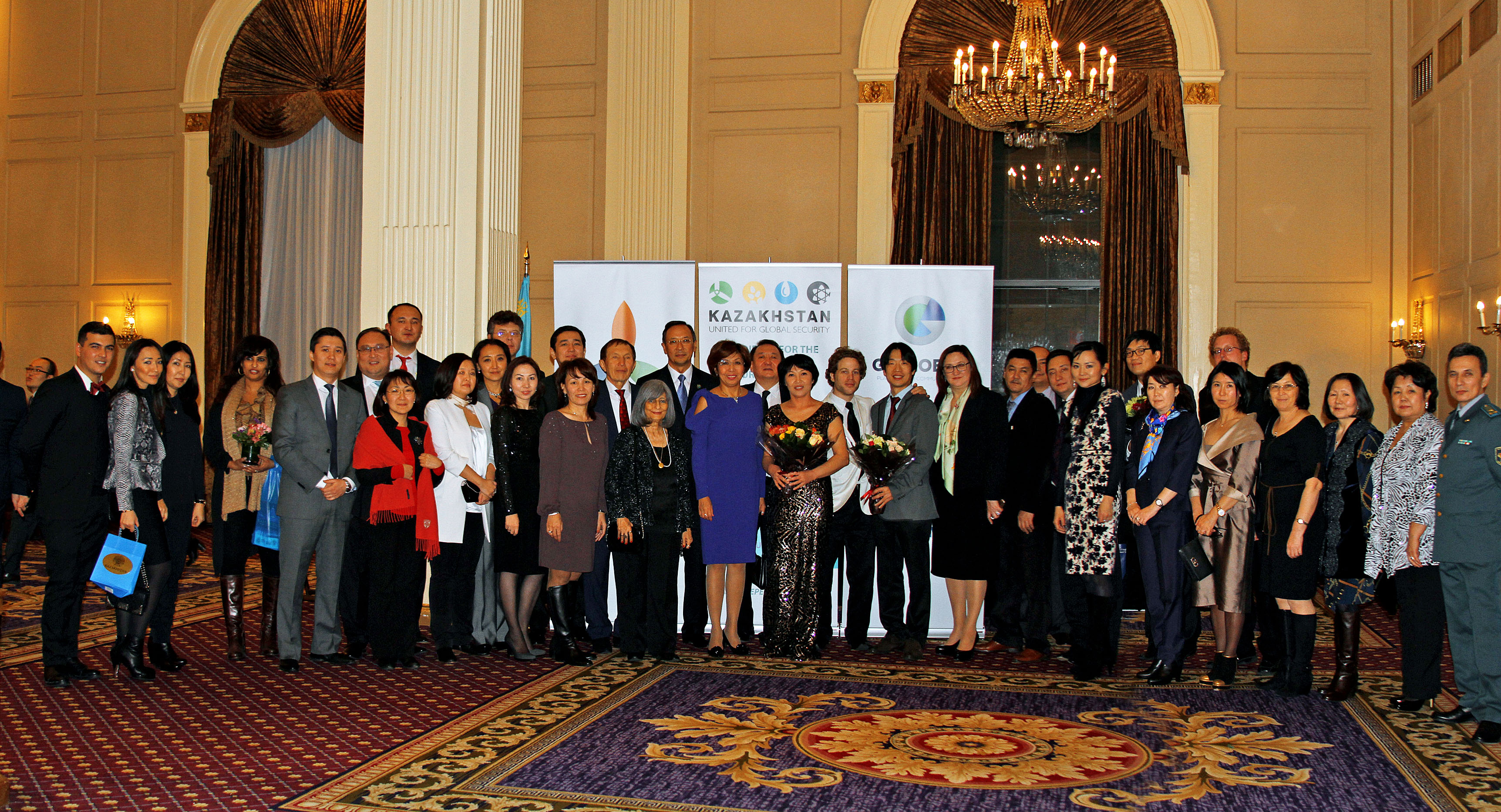
Празднование Дня независимости Казахстана в Нью-Йорке

Первую волну казахской иммиграции в США составили бывшие советские военнопленные, освобождённые западными союзниками из нацистских концлагерей и отказавшиеся возвращаться в СССР. В 1960-е годы начинается процесс трудовой иммиграции казахов в США из Турции, где проживали вынужденные переселенцы из Китая. После падения «железного занавеса» в ряды трудовых мигрантов вливаются казахи из бывшего СССР.
История казахской диаспоры в Западной Европе также начинается в 1960-е годы с трудовой иммиграции из Турции в ФРГ. В современной Германии казахи проживают главным образом в промышленных городах Рурской долины и области нижнего течения Рейна. В Мюнхене и Кёльне действуют общества казахской культуры, возникшие ещё во времена ФРГ. Казахи в ФРГ, помимо работы на промышленных предприятиях, также занимались общественно-политической деятельностью. Так, в Мюнхене была создана казахская редакция радио «Свобода», в которой долгое время работал, а впоследствии возглавлял журналист и писатель Хасен Оралтай.
Помимо Германии, существуют крупные европейские казахские диаспоры в Швеции и Великобритании (преимущественно в Лондоне и Рединге).

## Казахи в России
Численность казахов в Российской Федерации по переписи 2021 года составила 591 970 человек. Большая часть российских казахов проживает вдоль казахстанско-российской границы. Крупнейшие общины проживают в Астраханской (149 415), Оренбургской (120 262), Омской (78 303) и Саратовской области (76 007).